# Игнятович, Невена
Невена Игнятович (серб. Невена Игњатовић; род. 28 декабря 1990, Крагуевац) — сербская горнолыжница, участница трёх Олимпиад.

## Биография
На международных стартах под эгидой FIS Невена Игнятович начала выступать с 2005 года, через два года завоевала две медали на открытом чемпионате Болгарии, причем сделала это как в скоростной, так и в технической дисциплине.
В 2010 году Игнятович, не имевшая стартов в Кубке мира дебютировала на Олимпийских играх, где выступила в технических видах программы и дважды занимала места в четвёртом десятке, а в супергиганте не смогла финишировать.
В кубке мира дебютировала в 2010 году на этапе в словенском Мариборе, где заняла 68-е место в слаломе. Долгое время сербская горнолыжница не могла набрать первые кубковые очки и лишь в марте 2015 года заняла 27-е место в комбинации на этапе в болгарском Банско. На Олимпиаде в Сочи выступала только в технических дисциплинах, но финишировала только в гигантском слаломе, показав 28-й результат.
На чемпионатах мира сербская горнолыжница дебютировала в 2011 году и с тех пор принимала участие во всех мировых форумах. В 2013 году выиграла золотую медаль на Универсиаде в Италии
В олимпийском сезоне 2017/18 в комбинации на этапе в Ленцерхайде Невена Игнятович показала шестой результат, что стало не только её личным рекордом, но и лучшим выступлением для Сербии в горнолыжном кубке мира. 
Была выбрана в качестве знаменосца сборной Сербии на открытии Олимпиады-2018.

## Выступления на Олимпийских играх
| Олимпиада     | Слалом | Гигантский слалом | Супергигант |
| ------------- | ------ | ----------------- | ----------- |
| Ванкувер 2010 | 32     | 39                | DNF         |
| Сочи 2014     | DNF1   | 28                | —           |
| Пхёнчхан 2018 |        |                   |             |

## Выступления на чемпионатах мира
| Чемпионат                | Слалом | Гигантский слалом | Комбинация |
| ------------------------ | ------ | ----------------- | ---------- |
| Гармиш-Партенкирхен 2011 | 32     | 50                | —          |
| Шладминг 2013            | 34     | 41                | —          |
| Бивер-Крик 2015          | DNF    | 42                | —          |
| Санкт-Мориц 2017         | DNF    | 27                | 24         |